# Amauris damoclides
Amauris damoclides är en fjärilsart som beskrevs av Otto Staudinger 1896. Amauris damoclides ingår i släktet Amauris och familjen praktfjärilar. Inga underarter finns listade i Catalogue of Life.